# Edwin Ifeanyi
Edwin Ifeanyi, kamerunski nogometaš, * 28. april 1972.
Za kamerunsko reprezentanco je odigral dve uradni tekmi.